# 惣領泰則
惣領 泰則（そうりょう やすのり、1949年2月28日 - ）は、日本の作曲家・編曲家。歌手・作詞家の惣領智子は元妻。

## 来歴
1960年代半ば、道徳再武装（Moral Re-Armament、略称MRA）の日本支部の音楽ディレクターだったロビー和田がモダン・フォーク・ブームに乗じて編成したレッツ・ゴーに加入。和田がマイク真木が結成したザ・マイクスに参加する為に去った後、和田に代わってレッツ・ゴーの要の役割を果たしていたが、1969年初春にレッツ・ゴーの日米混成のメンバー8名とシング・アウトを結成して、ギターを担当すると同時にリーダーを務めた。
シング・アウトは、当時元麻布にあったMRA日本支部の本部に出入りして音楽活動をしていた高校生の樋口康雄を迎えて、NHKのオーディションに合格し、翌1970年からNHK総合テレビジョンで放送が予定されていた新しい音楽番組『ステージ101』にヤング101のメンバーとしてレギュラー出演することが決まった。放送開始の約半年前の1969年7月25日、シング・アウトはヤマハ音楽振興会が開催した音楽コンクール『第1回合歓ポピュラーフェスティバル'69』に出場して、『ステージ101』の音楽監督になった中村八大が作曲した「涙をこえて」（作詞・かぜ耕士〕を披露して作曲グランプリを獲得し、同年11月5日に同曲をデビュー・シングルとして発表した。そして、翌1970年1月10日に放送が始まったステージ101にヤング101のメンバーとして出演し、「涙をこえて」を番組オリジナルソングとして披露した。やがて番組との志向性の違いが明らかとなり、1971年4月3日に樋口を除くメンバー全員がヤング101を卒業。同時にシング・アウトは活動を停止して消滅した。
同年、惣領はアメリカで日系アメリカ人の高橋真理子や後に妻・惣領智子となる吉原智子らとBROWN RICEを結成してリーダーとなり、MGMレコード社長マイク・カーブのオーデションに合格して、米国メトロ・ゴールドウィン・メイヤーレコード社とアーティスト契約を交し、ミュージシャンズユニオンカードを取得する等、数々の輝かしい業績をおさめる。アメリカでの活動中、フランク・シナトラなどのプロデューサー兼アレンジャーのドン・コスタと友人になり、彼に師事した。
1977年にソロアルバム「WINGS OF LOVE」発表。ユニット「ジム・ロック・シンガーズ」も結成。 ヤング101の元メンバー芹澤廣明、牧ミユキ、広美和子らも参加した。ジム・ロック・シンガ−ズはのちにユニット名をJIM ROCKSに変更。
1997年にヴォーカルスクールを設立、2003年には沖縄に移転し音楽事務所として Jim Rock Label を開設するとともに，豊見城市真玉橋にボイストレーニングを中心とする学校 Jim Rock Vocal Labo を開校した。現在は同校のホームページサイトは参照できる状態にあるもののボイストレーニング授業は「休校中」となっている。また同市にあった教室も現在は営業をしていない。2019年夏には同校の事務所は沖縄県南城市佐敷字新開に仮事務所移転している。
2019年、惣領泰則＆ジム・ロックスとして1984年に映画「パンツの穴」のために書き下ろした作品集「LOVING CARE」が Amazon.co.jp 限定でCD化されて発売された。

## 主な作曲・編曲楽曲
- あおい輝彦「あなただけを」（編曲）
- 大塚博堂「ダスティン・ホフマンになれなかったよ」（編曲）
- 大野進・中山千夏「バケツのおひさんつかまえた」（作曲・編曲）
- 海援隊「贈る言葉」（編曲）
- YASUNORI SORYO & EVE「PEYOTE」（作曲・編曲）1981
- 串田アキラ「ローラー天国」（作曲）「SAILOR'S MARKET」（作曲・編曲）映画「MAD MAX」のテーマを含む
- 西城秀樹「海辺の駅へ」「ブギインザブギ」「愛の叫び」（編曲）「灼熱のサンバ」「翼があれば」（作曲・編曲）「エキサイティング秀樹 Vol.5」収録曲。「ブロー・アップ・マン」（作曲・編曲）「ヒデキ・オン・ツアー」収録曲。「カモン・ベイビー」（編曲「白い教会」収録曲）
- シグナル「20歳のめぐり逢い」（編曲）
- 杉本真人「ものもらい」（編曲）
- The Three Degrees「DO IT! (USE YOUR MIND)」（作曲）
- チェリッシュ「男と女のメルヘン」「流されて流されて」（作曲・編曲）「色のない雨」（編曲）
- やまがたすみこ「イニシャルは“K”」（編曲）
- 惣領智子「City Lights by the Moonlight」（編曲）1977、「IT'S ABOUT TIME」（編曲）1981
- 惣領泰則とジム・ロックス「オランガタン」（作曲・歌唱）1980
- Tinna・BROWN RICE「POLE POSITION」ORIGINAL SOND TRACK（編曲）1978
- Tinna「LONG DISTANCE」（編曲）1979、「Dome is a Child's Dream」（編曲）1979、「MONDAY MORNING RAIN」（編曲）1979、「SHINING SKY」（作曲・編曲）、「1999」（編曲）1980

## ディスコグラフィ

### シングル
- 珊瑚礁よ永遠に 惣領泰則　1977 イタリア映画　「珊瑚礁よ永遠に」Original Sound Track

### アルバム
- WINGS OF LOVE （1977年）-　惣領泰則
- GOOD-BYE! GOOD-BYE! GOOD-BYE!（1977年、ビクターレコード、SGS-5）-　惣領泰則 & JIM ROCK SINGERS
- COSMIC LOVE （1978年）-　惣領泰則 & JIM ROCK SINGERS
- JUNGLE CITY（1979年）-　惣領泰則とジム・ロックス
- SO LONG AMERICA（1982年、ビクターレコード、SJX-30164）-　惣領泰則とジム・ロックス

## 映画・テレビ主題歌
- ポーラテレビ小説「おゆき」（1977年、TBSテレビ）
- 晴れのち晴れ（1977年、TBSテレビ）
- じゃりン子チエ（1981年、毎日放送）
- 家族ゲーム（1983年、TBSテレビ）
- パンツの穴（1984年）
- パンツの穴 花柄畑でインプット（1985年）

## 米国での業績
- ラ・シェネガのBombey Bicycle Clubにレギュラー出演。
- エンゲルベルト・フンパーディンクと全米ツアーで70万人を動員する。
- ロサンジェルスのシビック・ホールでフランク・ザッパ率いるザ・マザーズ・オブ・インヴェンション、ウォーとコンサートを開く。
- ラスベガスにレコーディング・スタジオを建設。
- ジミー・オズモンドのヴォーカル・トレーナーを勤める。
- ポール・マッカートニーから「カントリー・ドリーマー」をプレゼントされる[注釈 4]。